# Liste des comtes puis seigneurs d'Arcis
Les comtes puis seigneurs d'Arcis sont des seigneurs féodaux, originaires du comté de Champagne dans le royaume de France.

## Origines
Le comté d'Arcis-sur-Aube est issu de l'ancien pagus Arciacenis, à la frontière de la Bourgogne franque. Le comté est mentionné dès le Xe siècle et est composé de quatre châtellenies : Arcis, Méry, Plancy et Ramerupt.
Hersende, dite La Pieuse, est la première comtesse d'Arcis et dame de Ramerupt connue. Le fait que ce soit une femme qui dirige le comté d'Arcis, semble indiquer qu'elle soit une héritière et donc que ce comté ait été transmis dans cette famille depuis au moins une génération. Elle épouse vers 945 Helpuin de Montdidier, frère d'Hilduin Ier, comte de Montdidier. Veuve, elle transmet vers 970 à son fils aîné le comté d'Arcis et garde pour elle la seigneurie de Ramerupt, où elle fait construire dans l'enceinte du château une église placée sous le vocable de Notre-Dame, et à laquelle est annexé un prieuré de l'ordre de Saint-Benoît, où elle fait déposé les reliques de Saint Balsème, massacré par les Vandales , et jusqu'alors entreposé au prieuré Saint-Pierre à Arcis, également appelé prieuré Saint-Balsème,.

## Généalogie

### Maison d'Arcis et de Ramerupt
- Hersende d'Arcis ou Hersende de Ramerupt, dite La Pieuse († après 970), première comtesse d'Arcis et dame de Ramerupt connue. Elle épouse Hilduin Ier de Montdidier (ou Helpuin), comte de Montdidier, avec qui elle a au moins deux enfants :
  - Hilduin II de Montdidier, qui suit ;
  - Manassès de Montdidier, évêque de Troyes ;
  - peut-être une fille prénommée Béatrice, qui épouse Geoffroi, comte de Mortagne.

### Maison de Montdidier
- Hilduin II de Montdidier († vers 993), comte de Montdidier et d'Arcis et seigneur de Ramerupt. Il épouse en premières noces Helvise, issue de la famille de Laon ou de Tours, avec qui il a au moins deux enfants. Il épouse en secondes noces une fille de Gui, comte de Soissons, mais n'a probablement pas d'enfant avec elle :
  - Hilduin III de Montdidier, qui suit ;
  - Manassès de Montdidier, qui épouse Constance de Dammartin, héritière du comté de Dammartin, et devient comte de Dammartin.
- Hilduin III de Montdidier († après 1032), comte de Montdidier et d'Arcis et seigneur de Ramerupt. Il épouse Lesceline de Bar, avec qui il a plusieurs enfants :
  - Hilduin IV de Montdidier, qui suit ;
  - Guillaume de Montdidier, possible père de Manassès de Soissons, évêque de Soisson ;
  - Manassès de Montdidier, dit Calva Asina (l'âne chauve), vidame de Reims, qui épouse Béatrice de Hainaut, séparée d'Ebles Ier de Roucy, qui devient archevêque de Reims. Ils ont ensemble plusieurs enfants :
    - Manassès II de Reims, archevêque de Reims ;
    - Gui de Montdidier, vidame de Reims et seigneur de Neufchâtel. Père de Cyriaque de Neufchâtel, vidame de Reims ;
    - Adélaïs de Montdidier, abbesse de Saint-Jean de Laon.

  - une fille qui épouse Yves de Nesle.
- Hilduin IV de Montdidier († en 1063), comte de Montdidier et d'Arcis et seigneur de Ramerupt, puis également comte de Roucy à la suite de son mariage avec Alix de Roucy, fille d'Ebles Ier de Roucy, comte de Roucy et archevêque de Reims, et de Béatrice de Hainaut, avec qui il a neuf enfants :
  - Ebles II de Montdidier-Roucy, qui succède à son père comme comte de Montdidier et de Roucy ;
  - André de Montdidier-Roucy, seigneur de Ramerupt, qui suit ;
  - Béatrix de Montdidier-Roucy († , qui épouse Geoffroy II, comte du Perche ;
  - Marguerite de Montdidier-Roucy, qui épouse Hugues Ier, comte de Clermont-en-Beauvaisis ;
  - Ermentrude de Montdidier-Roucy, qui épouse Thibaud de Reynel, comte de Reynel ;
  - Ada de Montdidier-Roucy, qui épouse en premières noces Geoffroy, seigneur de Guise, puis en secondes noces Gaultier d'Ath, puis en troisièmes noces Thierry, seigneur d'Avesnes ;
  - Adélaïde de Montdidier-Roucy, qui épouse Arnoul Ier, comte de Chiny ;
  - Aélis de Montdidier-Roucy, qui épouse Conon Falcon de La Sarraz, seigneur de Grandson ;
  - Félicie de Montdidier-Roucy, qui épouse Sanche Ier d'Aragon, roi d'Aragon et de Navarre.
- André de Ramerupt († après 1118), comte d'Arcis et seigneur de Ramerupt après son père. Il épouse en premières noces Adélaïde, probablement fille de Wallerand de Roye et d’Aélis de Boves, puis en secondes noces Guisemode, probablement née d’Arras. De son premier mariage, il a cinq enfants :
  - de (1) Ebles de Ramerupt, évêque de Châlons, qui suit ;
  - de (1) Hugues de Ramerupt, mort avant son père et sans descendance ;
  - de (1) Olivier de Ramerupt, mort avant son père et sans descendance ;
  - de (1) Alix de Ramerupt, dame de Ramerupt, qui épouse Érard Ier de Brienne, comte de Brienne ;
  - de (1) une autre fille, dame d'Arcis, qui épouse Jean, seigneur de Pleurs et vicomte de Mareuil, qui suit plus loin après son frère.
- Ebles de Ramerupt († en 1126), comte d'Arcis et seigneur de Ramerupt après son père, puis devient évêque de Châlons jusqu'à sa mort. Ramerupt passe alors à sa sœur Alix de Ramerupt, qui suit.
- dame de Ramerupt, dame d'Arcis après son frère. C'est probablement à cette période qu'Arcis cesse d'être un comté pour devenir une seigneurie. Elle épouse épouse Jean, seigneur de Pleurs et vicomte de Mareuil, avec qui elle a deux enfants :
  - Manassès III de Pleurs, qui succède à son père comme seigneur de Pleurs et vicomte de Mareuil ;
  - Adélaïde de Pleurs, qui succède à sa mère comme dame d'Arcis.

### Maison de Pleurs
- Adélaïde de Pleurs (ou Alix, Helvis, Helvide ; † après 1170), dame d'Arcis. Elle épouse en premières noces Hélie, seigneur de Montmirail, avec qui elle a quatre enfants. Veuve, elle épouse en secondes noces Anséric III, seigneur de Montréal, avec qui elle a six autres enfants :
  - de (1) : Gaucher de Montmirail, probablement l'aîné. Cité dans un seul acte. Sans doute mort jeune.
  - de (1) : André de Montmirail, qui succède à son père comme seigneur de Montmirail ;
  - de (1) : Hugues de Montmirail, probablement abbé de Saint-Pierre de Preuilly ;
  - de (1) : Ade de Montmirail, qui épouse Hugues de Saint-Florentin ;
  - de (2) : Anséric IV de Montréal, qui succède à son père comme seigneur de Montréal ;
  - de (2) : Jean de Montréal, qui succède à sa mère comme seigneur d'Arcis et qui suit ;
  - de (2) : Guillaume de Montréal, cité dans la nécrologie de la collégiale Notre-Dame de Montréal ;
  - de (2) : Gui de Montréal, seigneur de Beauvoir. Il meurt probablement sans union ni postérité ;
  - de (2) : Helvide de Montréal, qui épouse André de Montbard, seigneur de Montbard, dont elle a au moins deux enfants ;
  - de (2) : Agnès de Montréal, qui épouse Narjot II de Toucy, seigneur de Toucy, d'où postérité.

### Maison de Montréal
- Jean Ier d'Arcis  († en 1191), seigneur d'Arcis et de Pisy. Il meurt au siège de Saint-Jean-d'Acre pendant la troisième croisade. Il épouse Hélisende de Joigny, avec qui il a quatre enfants :
  - Jean II d'Arcis, qui suit ;
  - Guy d'Arcis, qui suit après son frère ;
  - Anséric d'Arcis, chanoine de Saint-Étienne de Troyes en 1210, sous-doyen de Troyes en 1218, trésorier de l'église de Langres en 1222 puis doyen de Langres en 1226 jusqu'à sa mort fin 1226 ou courant 1227 ;
  - probablement une fille, qui épouse un homme de la famille de Crux, seigneur d'Annoux, d'où postérité.
- Jean II d'Arcis  († entre 1219 et 1222), seigneur d'Arcis et de Pisy. Il meurt en captivité après avec été fait prisonnier au siège de Damiette pendant la cinquième croisade. Il épouse Marie de Chimay, mais n'a pas de postérité.
- Guy d'Arcis  († en 1252), seigneur d'Arcis et de Pisy. Il participe au siège de Damiette pendant la cinquième croisade. Il épouse Mahaut de Chacenay (ou Mathilde), fille d'Érard II de Chacenay, seigneur de Chacenay, et de son épouse Emmeline de Broyes, avec qui il a trois enfants :
  - Jean III d'Arcis, qui suit ;
  - Anséric d'Arcis, archidiacre du Dijonais en l'évêché de Langres ;
  - peut-être Ermengarde d'Arcis, dame de Feins, qui épouse Geoffroy de Nully, seigneur de Juzennecourt, fils de Vilain de Nully-Juzennecourt et de Hawide Bricon, et qui ont au moins un enfant : Jacques de Juzennecourt.
- Jean III d'Arcis  († fin 1272 ou début 1273), seigneur d'Arcis et de Pisy. Il épouse Isabelle de Noyers, fille de Miles VII de Noyers et de son épouse Hélisende des Barres, avec qui il a six enfants :
  - Jean IV d'Arcis, seigneur d'Arcis et en partie de Chacenay, qui suit ;
  - Milet d'Arcis, seigneur en partie de Chacenay et de Pisy. Il épouse Agnès de Sancerre, mais n'a pas de postérité. Mort entre 1296 et 1299 ;
  - Érard d'Arcis, seigneur en partie de Chacenay et de Pisy, qui suit plus loin ;
  - Guillaume d'Arcis, seigneur en partie de Chacenay et de Pisy, qui suit encore plus loin ;
  - Hélisende d'Arcis, qui épouse Gaucher, seigneur de Merry ;
  - un autre fille, mentionnée lors de la succession de son père en 1273.
- Jean IV d'Arcis  († en 1307), seigneur d'Arcis et en partie de Chacenay et de Pisy. Il fait plusieurs procès, notamment avec ses frères, pour la succession de son père. Il épouse en premières noces une prénommée Isabelle, veuve de Geoffroi de Sergines, avec qui il a un enfant. Il épouse en secondes noces Alix de Joinville, fille de Jean de Joinville et d'Alix de Reynel, mais n'a pas de postérité.
  - de (1) : Jean d'Arcis, mort en Terre sainte en 1292, probablement des suites de la prise de Saint-Jean-d'Acre par les Turcs.

À la mort de Jean IV d'Arcis, ses biens sont divisés entre ses deux frères encore en vie, Érard et Guillaume, qui deviennent tous les deux coseigneurs d'Arcis, de Chacenay et de Pisy.
- Érard Ier d'Arcis  († en 1323), seigneur en partie d'Arcis, de Chacenay et de Pisy. Il épouse Marguerite de Montagu, dame de Pacy-sur-Armançon, issue d'une branche cadette de la famille des ducs de Bourgogne, avec qui il a plusieurs enfants. Il a épousé en secondes noces Marguerite de la Broce, veuve de Dreux, seigneur de Chappes, mais il n'est pas connu si ses enfants sont issus du premier ou du deuxième lit :
  - Marguerite d'Arcis, qui épouse Mahys de Mello, seigneur de Saint-Bris, fils de Dreux de Mello (et d'Eustachie de Lusignan), d'où postérité ;
  - Guillaume d'Arcis, qui suit ;
  - Jeanne d'Arcis, religieuse à l'abbaye Saint-Pierre d'Avenay ;
  - Agnès d'Arcis, religieuse à l'abbaye Notre-Dame de Jouarre ;
  - Isabelle d'Arcis, dame de Jaulges, qui épouse Jean de Frolois, maréchal de Bourgogne, d'où postérité.
- Guillaume Ier d'Arcis  († en 1326 à Lille), seigneur en partie d'Arcis, de Chacenay et de Pisy. Il épouse Cunégonde de Grancey, fille d'Eudes V, seigneur de Grancey, et de son épouse Isabelle de Blâmont (qui épousera en secondes noces Jean de Conflans), mais n'a pas de postérité.
- Guillaume II d'Arcis  († en 1328), seigneur en partie d'Arcis, de Chacenay et de Pisy, succède à son neveu. Il épouse Reine d’Ancy-le-Franc, dame de Chailley, avec qui il a trois enfants :
  - Érard II d'Arcis, qui suit ;
  - Guillaume III d'Arcis, qui suit plus loin ;
  - Jean d'Arcis, évêque de Mende de 1330 à 1331, puis évêque d'Autun de 1331 à 1342 et enfin évêque de Langres de 1342 jusqu'à sa mort en 1344.
- Érard II d'Arcis  († en 1344), seigneur en partie d'Arcis, de Chacenay et de Pisy. Il épouse Blanche de Châtillon-en-Bazois avec il a au moins deux enfants :
  - Jean d'Arcis, mort en 1338 sans postérité ;
  - Jeanne d'Arcis, dame principale de Chacenay et de Pisy, qui épouse Guillaume de Grancey, fils de Robert de Grancey, seigneur de Larrey, et de Jacquette, petite-fille de Richard (IV) de Montfaucon-Montbéliard-Courchaton, d'où postérité.
    - Notamment, leur petite-fille Claude de Grancey-Larrey (fille de leur fils cadet Robert de Grancey, sgr. de Meursault et de Courcelles, et de Jeanne de Beaujeu), dame en majeure part de Chacenay, épouse 1° Philippe de Chauvirey, sgr. de Bussières (d'où Marguerite de Chauvirey, x 1° Jean de Rougemont — peut-être un neveu de Jean de Rougemont, sgr. de Rougemont — et 2° Jean de Choiseul d'Aigremont : d'où Gillequin de Choiseul d'Aigremont), 2° Amé de Choiseul (d'où Jeanne de Choiseul), et 3° en 1438 Jean III de Mello-St-Parize[5], seigneur secondaire de Chacenay (les tours Saint-Parisse).
    - Alors que leur fils aîné Guillaume de Grancey est seigneur de Larrey, et que leur autre fils Milon de Grancey († 1414) est évêque d'Autun et sire de Pisy ;
- Guillaume III d'Arcis  († en 1329), seigneur en partie d'Arcis, de Chacenay et de Pisy. Il épouse Gillette de Jaucourt, dame d’Eclance, fille de Jean de Jaucourt, seigneur d’Eclance, avec il a une fille unique :
  - Alix d'Arcis, qui épouse Eudes de Grancey, seigneur de Larrey, fils de Robert de Grancey, seigneur de Larrey, et de Jacquette de Montfaucon ci-dessus, d'où postérité.

La seigneurie d'Arcis est ensuite morcelée entre plusieurs héritiers des différentes branches des seigneurs d'Arcis, issus donc de la famille de Montréal.

## Pour approfondir